# Jessica Tandy
Jessica Tandy (London, 1909. június 7. – Easton, 1994. szeptember 11.) Oscar-díjas, Golden Globe-díjas és Emmy-díjas brit színésznő. Egyike azon keveseknek, akiket a színpadon, a televízióban és a filmekben is elismertek. Nyolcvanévesen nyerte el az Oscar-díjat 1989-ben, ezzel a legidősebb Oscar-díjat nyert színésznőnek számít a filmtörténetben.

## Élete

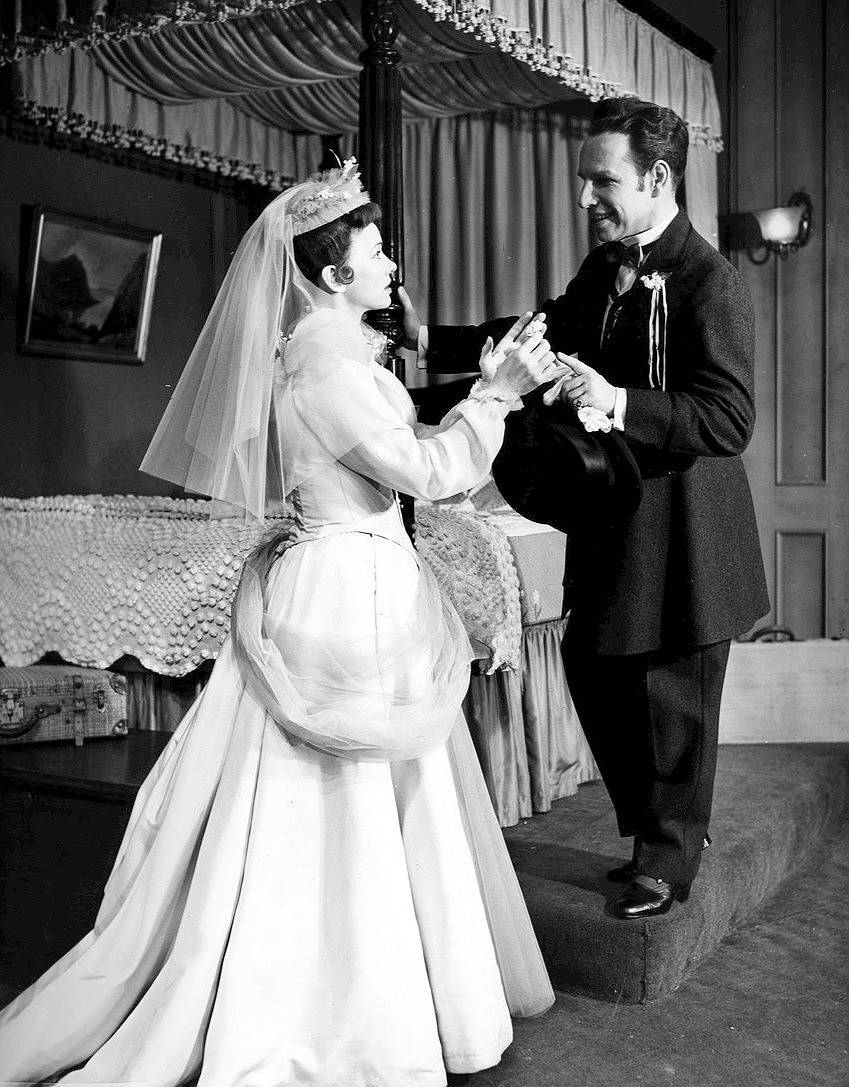
Hume Cronynnal a Fourposterben

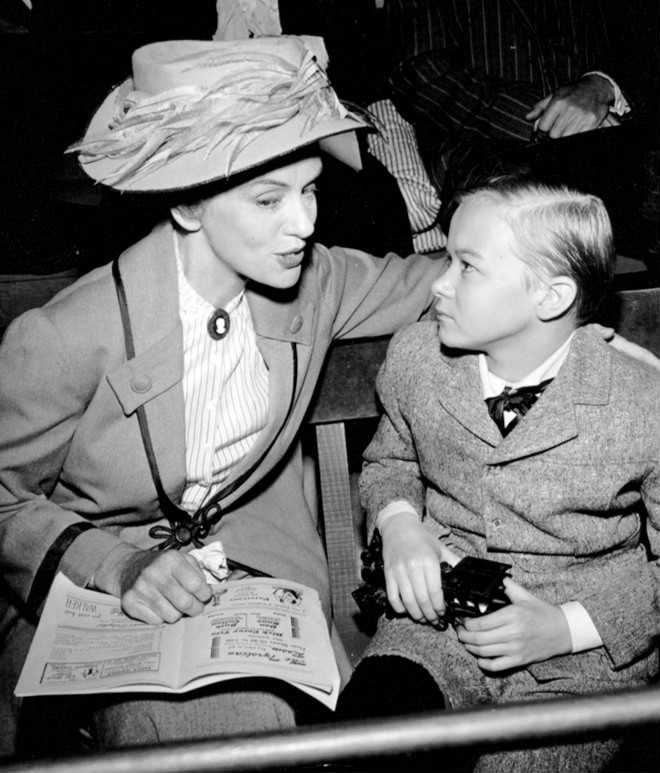
Alfred Hitchcock Presents - The Glass Eye epizód Jessica Tandyvel

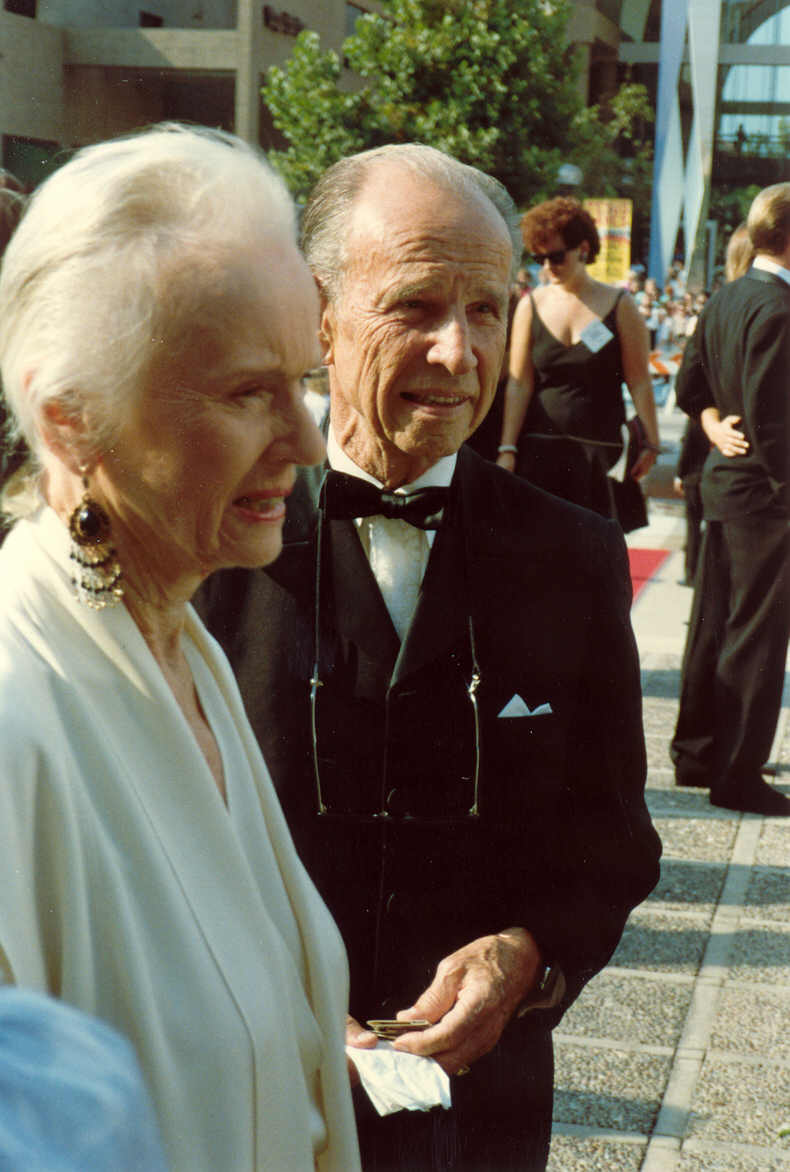
Tandy és Cronyn 1988-ban az Emmy-díjátadón

Londonban született 1909-ben Jessie Alice Tandy néven. Édesapja, Harry Tandy, mozgóárus volt, édesanyja, Jessie Helen Horspool, igazgatónő egy szellemileg hátrányos helyzetű gyermekeknek alapított iskolában. Szülei beíratták Tandyt a Ben Greet Akadémiára, hogy színészkedni tanuljon. Már ekkor ígéretesnek bizonyult. Első színházi szerepét Londonban (The Rumour), majd New Yorkban kapta meg (The Matriarch). Számtalan, egyre nagyobb kihívást jelentő szerep után Blanche DuBois alakítása hozta meg számára az első áttörést A vágy villamosa című színdarabban. Elismerésül Tony-díjat is kapott. Azonban mikor a darab megfilmesítésére került a sor Elia Kazan rendezésében, Vivien Leight választották a szerepre, aki akkora már befutott színésznőnek számított.
Jessica Tandy első férje a brit színész, Jack Hawkins volt, akitől 1940-ben elvált. Egy közös gyermekük született. 1942-ben feleségül ment az amerikai színészhez, Hume Cronynhoz, 1954-ben pedig amerikai állampolgárságot szerzett. Férjével számos filmben és színdarabban játszottak együtt (The Fourposter, Kopogós römi, Garp szerint a világ, Selyemgubó). Első közös filmjük A hetedik kereszt volt Fred Zinnemann rendezésében. Zinneman rendkívül elégedett volt velük, és kimagasló tehetségeknek írta le őket: „Láthatatlan erő veszélyeztet egy szerető családot - figyelemre méltó, ahogy ezt a képet megelevenítik a filmben.”
1950-ben Tandy Joseph Cotten oldalán egy hideg, érzéketlen feleség szerepét játszotta a September Affair-ben, majd egy évvel később ismét egy feleség szerepét kapta meg a Rommel – A sivatagi róka című filmben. 1963-ban közeli barátjuk, Alfred Hitchcock kiválasztotta őt a Madarak című filmjéhez, ami egyfajta horrorfilmnek számított. 
 
A 80-as években gyakoribbá váltak a filmes szerepei: a Mulató a sztrádán, a Selyemgubó, Garp szerint a világ. Az utóbbi filmben Cronyn és Tandy Glenn Close szüleivé és Robin Williams nagyszüleivé váltak. 1987-ben tévéfilmet készítettek a Foxfire színdarabból, amelynek forgatókönyvét részben Cronyn írta meg: Tandy pedig Emmy-díjat nyert vele. Tandy és Cronyn voltak az elsők, akiket Tony-életműdíjjal jutalmaztak.
Tandy 1989-ben Oscar-díjat nyert a Miss Daisy sofőrjében játszott idős hölgy megformálásáért. A díj átvételekor nyolcvanéves volt, ő tartja máig ezzel a legidősebb Oscar-díjat nyert színésznő rekordját (2017).
1990-ben rákot diagnosztizáltak a színésznőnél, de ez nem akadályozta meg, hogy a következő évben újabb Oscar-jelölést kapjon a Sült, zöld paradicsom mellékszereplőjeként. 1994-ben hunyt el Eastonban, az Egyesült Államokban. Utolsó két filmje, a Lestrapált emberek és a Camilla már posztumusz jelentek meg. Férje 2003-ban tért örök nyugovóra.

## Filmográfia

### Színházi szerepek
- The Rumour (1929)
- The Matriarch (1930)
- The Last Enemy (1930)
- Time and the Conways (1938)
- The White Steed (1939)
- Geneva (1940)
- Jupiter Laughs (1940)
- Yesterday's Magic (1942)
- A vágy villamosa (1947-1949)
- Hilda Crane (1950)
- The Fourposter (1955)
- The Honeys (1955)
- A Day By The Sea (1955)
- The Man in the Dog Suit (1958)
- Triple Play (Bedtime Story, Portrait of a Madonna, A Pound on Demand) (1959)
- Five Finger Exercise (1959-1960)
- A fizikusok (1964)
- A Delicate Balance (1966-1967)
- Camino Real (1970)
- Home (1970-1971)
- All Over (1971)
- Noël Coward in Two Keys (1974)
- The Gin Game (1977-1978)
- Rose (1981)
- Foxfire (1982-1983)
- The Glass Menagerie (1983-1984)
- The Petition (1986)

### Filmek
| Év   | Cím                                   | Szerep             | Magyar hangja                                                    |
| ---- | ------------------------------------- | ------------------ | ---------------------------------------------------------------- |
| 1932 | The Indiscretions of Eve              | cseléd             |                                                                  |
| 1938 | Murder in the Family                  | Ann Osborne        |                                                                  |
| 1938 | Glorious Morning                      |                    |                                                                  |
| 1939 | Fiat Justitia                         |                    |                                                                  |
| 1939 | Fox in the Morning                    |                    |                                                                  |
| 1944 | A hetedik kereszt                     | Liesel Roeder      | 1. magyar változat Váradi Hédi 2. magyar változat Málnai Zsuzsa  |
| 1944 | Blonde Fever                          |                    |                                                                  |
| 1945 | The Valley of Decision                | Louise Kane        |                                                                  |
| 1946 | A zöld évek                           | Kate Leckie        |                                                                  |
| 1946 | A Sárkányvár asszonya                 | Peggy O'Malley     |                                                                  |
| 1947 | Forever Amber                         | Nan Britton        |                                                                  |
| 1948 | A Woman's Vengeance                   | Janet Spence       |                                                                  |
| 1950 | September Affair                      | Catherine Lawrence |                                                                  |
| 1951 | Rommel – A sivatagi róka              | Lucie Maria Rommel |                                                                  |
| 1958 | The Light in the Forest               | Myra Butler        |                                                                  |
| 1962 | Hemingway's Adventures of a Young Man | Helen Adams        |                                                                  |
| 1963 | Madarak                               | Lydia Brenner      | Schubert Éva                                                     |
| 1976 | Butley                                | Edna Shaft         |                                                                  |
| 1981 | Mulató a sztrádán                     | Carol              |                                                                  |
| 1981 | Kopogós römi                          | Fonsia Dorsey      | Komlós Juci                                                      |
| 1982 | Garp szerint a világ                  | Mrs. Fields        | Örkényi Éva                                                      |
| 1982 | Az éjszaka csendje                    | Grace Rice         | 1. magyar változat Tolnay Klári 2. magyar változat Andai Katalin |
| 1982 | Házasodjunk, vagy tán mégse?          | Eleanor McCullen   | Tábori Nóra                                                      |
| 1984 | A bostoniak                           | Miss Birdseye      | Kassai Ilona                                                     |
| 1985 | Selyemgubó                            | Alma Finley        | Bánky Zsuzsa                                                     |
| 1987 | Foxfire                               | Annie Nations      |                                                                  |
| 1987 | Elem nélkül nem megy                  | Faye Riley         | Kassai Ilona                                                     |
| 1988 | Ház a Carroll Street-en               | Miss Venable       | n.a                                                              |
| 1988 | Selyemgubó 2. – A visszatérés         | Alma Finley        | Kassai Ilona                                                     |
| 1989 | Miss Daisy sofőrje                    | Daisy Werthan      | Tolnay Klári                                                     |
| 1991 | The Story Lady                        | Grace McQueen      |                                                                  |
| 1991 | Sült, zöld paradicsom                 | Ninny Threadgoode  | Tolnay Klári                                                     |
| 1992 | Lestrapált emberek                    | Freida             |                                                                  |
| 1993 | Tánc a fehér kutyával                 | Cora Peek          |                                                                  |
| 1994 | Camilla                               | Camilla Cara       |                                                                  |
| 1994 | Senki bolondja                        | Beryl Peoples      | Kassai Ilona                                                     |

### Televíziós szerepek
| Év      | Cím                             | Szerep                                   |
| ------- | ------------------------------- | ---------------------------------------- |
| 1948    | Actor's Studio                  | Miss Lucretia Collins                    |
| 1950    | Masterpiece Playhouse           | Hedda                                    |
| 1951    | Lights Out                      |                                          |
| 1951    | Somerset Maughaum TV Theathre   |                                          |
| 1951    | The Prudential Family Playhouse | Jane Crosby                              |
| 1951    | Betty Crocker Star Matinee      |                                          |
| 1951-57 | Studio One                      | Mrs. Moore, Connaught O'Brien            |
| 1953-55 | Omnibus                         | Jackie, Blanche DuBois                   |
| 1954    | The Marriage                    | Liz Marriott                             |
| 1955    | Producers Showcase              | Agnes                                    |
| 1955    | The Philco Television Playhouse | Liz Marriott                             |
| 1956    | The Alcoa Hour                  | Olivia Crummit                           |
| 1956    | General Electrir Theater        | Laura Whittemarc                         |
| 1955-56 | Goodyear Television Playhouse   | Leticia Blacklock, Liz Marriott          |
| 1956-58 | Alfred Hitchcock Presents       | Edwina Freel, Julia Lester, Laura Bowlby |
| 1957    | Studio 57                       | Miss Bedford                             |
| 1957    | Suspicion                       |                                          |
| 1957-58 | Schlitz Playhouse of Stars      | Cora Torrence                            |
| 1958    | Telephone Time                  | Bertha Kinsky                            |
| 1959    | The DuPont Show of the Month    | Mrs. Baines                              |
| 1968    | Judd for the Defense            | Helen Wister                             |
| 1972    | Norman Corwin Presents          |                                          |
| 1972    | O'Hara, U.S. Treasury           |                                          |
| 1972    | The F.B.I.                      | Adryth Nolan                             |

## Díjak és jelölések
Academy of Science Fiction, Fantasy & Horror Films, USA
- 1986: Legjobb színésznő (jelölés) – Selyemgubó
- 1988: Legjobb színésznő – Házasodjunk, vagy tán mégse?
- 1990: Legjobb színésznő (jelölés) – Selyemgubó 2. – A visszatérés

American Comedy Awards, USA
- 1990: Legviccesebb női főszereplő (jelölés) - Miss Daisy sofőrje
- 1992: Legviccesebb női mellékszereplő (jelölés) – Sült, zöld paradicsom

BAFTA-díj
- 1991: Legjobb női főszereplő – Miss Daisy sofőrje
- 1993: Legjobb női mellékszereplő  – Sült, zöld paradicsom

Berlini Nemzetközi Filmfesztivál
- 1990: Ezüst Medve díj (megosztva Morgan Freemannel) – Miss Daisy sofőrje

Boston Society of Film Critics Awards
- 1990: Legjobb színésznő – Miss Daisy sofőrje

David di Donatello Awards
- 1990: Legjobb külföldi színésznő – Miss Daisy sofőrje

Drama Desk Award
- 1978: Legjobb női főszereplő – The Gin Game
- 1981: Legjobb női mellékszereplő (jelölés) – Rose
- 1983: Legjobb női főszereplő – Foxfire
- 1986: Drama Desk Special Award

Emmy-díj
- 1956: Legjobb színésznő (jelölés) – Producers' Showcase
- 1988: Legjobb női főszereplő (televíziós minisorozat vagy tévéfilm) – Foxfire
- 1994: Legjobb női főszereplő (televíziós minisorozat vagy tévéfilm) (jelölés) – Tánc a fehér kutyával

Golden Globe-díj
- 1963: Legjobb női mellékszereplő (jelölés) – Hemingway's Adventures of a Young Man
- 1990: Legjobb női főszereplő – Miss Daisy sofőrje
- 1992: Legjobb női mellékszereplő (jelölés) – Sült, zöld paradicsom 
 Legjobb színésznő (jelölés) – The Story Lady

Hollywood Walk of Fame
- 1960: csillag mozgókép kategóriában

Kansas City Film Critics Circle Awards
- 1989: Legjobb színésznő – Miss Daisy sofőrje

National Society of Film Critics Awards, USA
- 1990: Második helyezett – Miss Daisy sofőrje

New York Film Critics Circle Awards
- 1989: Második helyezett – Miss Daisy sofőrje

Oscar-díj
- 1990: Legjobb női főszereplő – Miss Daisy sofőrje
- 1992: Legjobb női mellékszereplő (jelölés) – Sült, zöld paradicsom

ShoWest Convention, USA
- 1990: Életműdíj

Tony-díj
- 1948: Legjobb női főszereplő – A vágy villamosa
- 1978: Legjobb női főszereplő – The Gin Game
- 1981: Legjobb női főszereplő (jelölés) – Rose
- 1983: Legjobb női mellékszereplő – Foxfire
- 1986: Legjobb női főszereplő (jelölés) – The Petition
- 1994: Életműdíj

Woman in Film Crystal Awards
- 1991: Crystal Award